# Bratan (volcán)

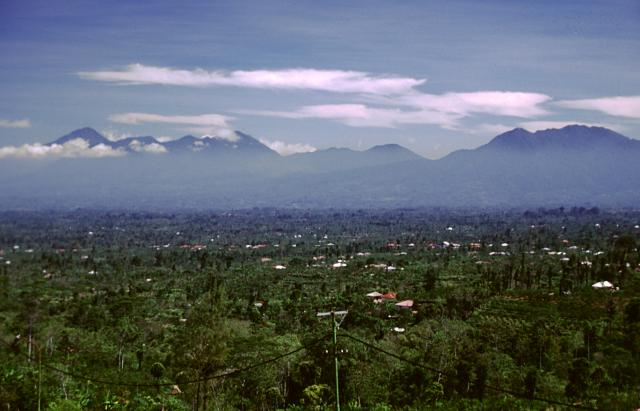
Vista del Bratan desde el borde este de la caldera hacia los volcanes en su borde sur.

El Bratan o monte Bratan, también llamado Buyan Bratan, caldera Catur o caldera Tjatur, es un complejo de calderas volcánicas en el norte de la isla de Bali, Indonesia.
De forma alargada, con once kilómetros de largo y seis de ancho, contiene tres lagos: el lago Bratan, el lago Buyan y el lago Tamblingan. Sus bordes occidental, norte y este son visibles como una escarpadura que se eleva hasta Penggilingan a 2.153 metros, mientras que su borde sur está enmascarado por conos volcánicos que sobresalen en el interior de la caldera. 
Los conos están bien formados, pero cubiertos de suelos espesos y vegetación; se cree que han estado inactivos durante cientos o miles de años. El cono posterior a la caldera más grande dentro del complejo es el Gunung Batukaru.